# 经济实体
在会计学中，经济实体（英語：economic entity）是会计准则中的假设之一。社会上几乎任何类型的组织或个体都可以是一个经济实体。经济实体的例子有医院、公司、政府等。
“经济实体假设”指出，实体的活动应与其所有者和所有其他经济实体的活动分开。 